# Fabrice Estebanez
Fabrice Estebanez (Carcassonne, 26 dicembre 1981) è un ex rugbista a 13 e a 15 francese, internazionale per il suo Paese in entrambe le discipline nei ruoli di centro e apertura.

## Biografia
Quindicista d'origine, ebbe tuttavia il suo inizio di carriera professionistica nel tredici, dapprima a Limoux e successivamente a Tolosa; nel periodo della militanza in tali squadre rappresentò anche la Francia 25 volte.
Nel 2006 ebbe l'occasione di tornare al rugby a 15 e passò a Gaillac, in seconda divisione; dopo solo una stagione esordì in Top 14 con la maglia del Brive, entrando in competizione nella posizione di mediano d'apertura con Andy Goode e divenendo alfine titolare in tale ruolo.
Del 2010 fu, inoltre, l'esordio nella Nazionale, grazie al quale Estebanez rappresentò il suo Paese sia nel XIII che nel XV.
Fece parte della selezione scelta per la Coppa del Mondo di rugby 2011, che la Francia chiuse al secondo posto finale; tra il 2011-12 e il 2013-14 militò nei parigini del Racing Métro 92; a seguire per il Lione e, fino al 2017, anno di fine carriera, nel Grenoble.